# Société éduenne
 (juillet 2019).
Si vous disposez d'ouvrages ou d'articles de référence ou si vous connaissez des sites web de qualité traitant du thème abordé ici, merci de compléter l'article en donnant les références utiles à sa vérifiabilité et en les liant à la section « Notes et références ».
La Société éduenne des lettres, sciences et arts est une société savante parmi les plus anciennes de France, fondée à Autun (Saône-et-Loire), en 1836.
Elle a son siège à Autun, à l'hôtel Rolin (maison de Beauchamp, 3 rue des Bancs).

## Historique[3]
Née sous la monarchie de Juillet, des instructions de Guizot et de plusieurs expériences scientifiques et patrimoniales locales préalables, la Société Eduenne des Lettres, Sciences et Arts a joué, dès sa fondation en 1836, le triple rôle de gestionnaire des musées autunois, de centre d’étude du patrimoine régional et de diffuseur de sa connaissance.
Dans le premier domaine, on lui doit la constitution des collections du Musée de l’Hôtel de Ville (à partir de 1836) et du Musée Lapidaire (à partir de 1861), ainsi que la création de son propre musée à l’Hôtel Rolin (à partir de 1878), spécialisé dans l’histoire locale, l’archéologie et la statuaire médiévale, augmenté en 1939 de la maison Verger-Tarin.
Dans le second domaine elle a encouragé ou financé les fouilles archéologiques d’Autun et de Bibracte. Elle a surtout là constitué une très importante bibliothèque, essentiellement orientée vers l’Autunois et la Bourgogne. Cette bibliothèque compte actuellement près de 20.000 volumes dont 120 manuscrits médiévaux ou modernes. Elle se double d’un fonds d’archives privé indispensable à la connaissance de l’histoire régionale et locale (documents politiques, affaires administratives et activités économiques, affaires militaires, archives ecclésiastiques, instruction publique, affaires judiciaires, histoire des familles, histoire des propriétés, histoire des localités, travaux et recueils manuscrits, archives propres de la Société). A côté de cet ensemble documentaire d’intérêt régional, on y trouve des fonds particuliers intéressant l’histoire nationale, voire européenne (fonds Merle, Brézé, Mounier, Amaury-Duval…). Depuis les années 1960 ce centre documentaire est largement ouvert aux chercheurs, étudiants et universitaires.

## Centre de recherche
En 1954, la Société Eduenne fait don de ses immeubles et de ses collections à la ville d'Autun. Cette dernière en retour lui garantit la jouissance perpétuelle de la Bibliothèque et de ses fonds et s'engage à créer un poste de conservateur pour le musée Rolin.Cette donation de ses immeubles et collections à la Ville - à la suite de l’affaiblissement de ses ressources financières, consécutif aux dévaluations successives de l’entre-deux-guerres et de l’immédiat après-guerre - a recentré ses activités dans les trois domaines présentés dans l'historique, particulièrement dans le premier. Dans celui-ci elle assume le rôle d’une société d’amis de musée (acquisitions d’œuvres, mécénat, animations). Dans le second elle continue à augmenter ses collections d’imprimés et d’archives en fonction de l’actualité de l’édition et des opportunités offertes par le marché du livre d’occasion et des archives, sans oublier les dons qu’elle attire ou suscite. Dans le troisième enfin elle poursuit sa politique éditoriale en collaboration avec les instances patrimoniales locales, muséographiques et archéologiques.

## Publications
Soixante-quatre tomes de Comptes-rendus, Annales et Mémoires témoignent de sa productivité dans la diffusion de la connaissance de l’histoire locale. Le rythme de ces publications a varié depuis les origines de la Société. Il est actuellement d’environ un fascicule de cent cinquante pages par an. De nombreux actes de colloques sont également le fruit de ses travaux. Elle s’est surtout taillée, dans le monde scientifique, une solide réputation par la publication de sources essentielles, archéologiques et archivistiques.
Les séries éditées par la Société entre 1836 et 1944 sont majoritairement disponibles sur Gallica, la bibliothèque numérique de la Bibliothèque nationale de France :
- les Comptes rendus, publiés en 1836-1837 : disponible sur Gallica
- les Mémoires, publiés en 1844 et 1845, les Annales, publiées entre 1853 et 1864 : disponible sur Gallica
- les Mémoires, publiés entre 1872 et 1944 : disponible sur Gallica

Autres publications aux frais de la Société éduenne :
- J. de Fontenay, Nouvelle étude de jetons, 1850, lire en ligne sur Gallica
- J. G. Bulliot, Essai sur le système défensif des Romains dans le pays éduen, 1856, lire en ligne sur Gallica
- E. Bougaud, Étude historique et critique sur saint Bénigne, 1859, lire en ligne sur Gallica
- Grognot, Plantes cryptogames cellulaires de Saône-et-Loire, 1863, lire en ligne sur Gallica
- Pignot, Histoire de l'ordre de Cluny, vol. 1, 1868, lire en ligne sur Gallica
- Pignot, Histoire de l'ordre de Cluny, vol. 2, 1868, lire en ligne sur Gallica
- Pignot, Histoire de l'ordre de Cluny, vol. 3, 1868, lire en ligne sur Gallica
- H. de Fontenay, Notice des tableaux… exposés dans le Musée de l'hôtel-de-ville d'Autun, 1875, lire en ligne sur Gallica

## Utilité publique
Reconnue d’utilité publique depuis le décret du 30 mai 1866 (ce qui en fait un truchement fiscal précieux), forte de 300 membres, elle tente de faire des présentes décennies un digne écho de celles qui les ont précédées, dans le souci d’une adaptation régulière aux nouvelles technologies de médiation.
Elle a son siège à Autun, à l'hôtel Rolin (3, rue des Bancs), également musée Rolin.

## Présidents
- 1836 : Jules-Hilaire Laureau, maire d'Autun[6]
- César Lavirotte[6]
- 1839 : Laureau de Thory[6]
- 1853 : baron d'Espiard[6]
- 1855 : abbé Devoucoux[6]
- 1858 : Joseph de Fontenay[6]
- 1861 : Jacques-Gabriel Bulliot[6]
- 1902 : Anatole de Charmasse[6]
- 1932 : Sadi Carnot[6]
- 1948 : Jules Basdevant[6]
- 1968 : Jean Richard[6]
- 2015 : Christian Dugas de La Boissonny[7]

## Membres éminents
- Prosper de Barante (1816-1889), sous-préfet d'Autun en 1842, président honoraire.
- Jules Basdevant (1877-1968), juriste spécialiste du droit international, ancien président de la Cour de La Haye, membre de l'Institut, président,
- Charles Boëll (1877-1940) et André Gillot (1872-1942), membres importants durant l'entre-deux-guerres[6]
- Jacques-Gabriel Bulliot (1817-1902), archéologue, découvreur de Bibracte, président de la société en 1861,
- Anatole de Charmasse (1835-1932), président de la société en 1902,
- Joseph Décréaux (1920-2009)[6]
- Mgr Jean Devoucoux, vicaire général du diocèse d’Autun puis évêque d’Evreux,
- Joseph de Fontenay (1811-1859), président de la société en 1858,
- Harold de Fontenay (1841-1889), archiviste-paléographe, historien, fils du précédent,
- Mgr Léon Gauthey (1848-1918), vicaire général du diocèse d’Autun, évêque de Nevers puis archevêque de Besançon,
- Gaston Gauthier (1860-1911), érudit et homme de lettres bourguignon,
- abbé Denis Grivot (1921-2008)[6]
- Mgr Jean-François Landriot (1816-1874), vicaire général du diocèse d’Autun, évêque de La Rochelle puis archevêque de Reims,
- Jules-Hilaire Laureau, président de la société en 1836,
- Adolphe, cardinal Perraud (1828-1906), évêque d'Autun et historien, membre de l'Académie française,
- Alain Rebourg (1958-1999), secrétaire perpétuel, archéologue ayant réalisé des travaux importants à Carthage et à Autun[6]
- Fernand Renaud (1872-1947), docteur en médecine et maire d'Autun,
- Bernard Renault (1836-1904), naturaliste et paléobotaniste,
- Louis Renault (1843-1918), juriste, prix Nobel de la Paix en 1907,
- Jean Roidot-Déléage (1794-1878),
- Mgr Charles-Frédéric Rousselet (1795-1881), vicaire général d'Autun puis évêque de Séez,
- Adolphe Schneider (1802-1845), maire du Creusot et député d'Autun.